# جان يوهانسون (ملحن)
جان يوهانسون (بالسويدية: Jan Johansson)‏ هو عازف جاز ومهندس معماري وملحن وعازف بيانو سويدي، ولد في 16 سبتمبر 1931 في Söderhamn ‏ في السويد، وتوفي في 9 نوفمبر 1968 في ستوكهولم في السويد بسبب حادث مرور.

## وصلات خارجية
- الموقع الرسمي
- جان يوهانسون على موقع IMDb (الإنجليزية)
- جان يوهانسون على موقع ميوزك برينز (الإنجليزية)
- جان يوهانسون على موقع أول موفي (الإنجليزية)
- جان يوهانسون على موقع قاعدة بيانات الأفلام السويدية (السويدية)
- جان يوهانسون على موقع أول ميوزيك (الإنجليزية)
- جان يوهانسون على موقع ديسكوغز (الإنجليزية)
- جان يوهانسون على موقع قاعدة بيانات الفيلم (الإنجليزية)
- جان يوهانسون على موقع كينوبويسك (الروسية)